# Ratolí marsupial de Wallace
El ratolí marsupial de Wallace (Myoictis wallacei) és una espècie de marsupial del gènere Myoictis. Pesa 206-245 grams i fa 19-22 centímetres de llarg. El pelatge de la cua consisteix en llargs pèls de color vermellós. La femella té sis mugrons.
Viu al sud-est de Nova Guinea i les Illes Aru d'Indonèsia, entre 30 i 900 metres per sobre el nivell del mar.